# Osteochilus chini
 Osteochilus chini és una espècie de peix cipriniforme de la família dels ciprínids.

## Morfologia
Els mascles poden assolir els 18 cm de longitud total.

## Distribució geogràfica
Es troba a l'est de Sabah (Borneo).